# Ås brygga
Ås brygga är en övergiven utlastningspir för malm på Alnön.
Stenpiren är byggd av brutet berg, huvudsakligen från den tidigare närbelägna järngruvan i Stavsätt och en annan gruva till masugnar vid Galtströms bruk. Stenen består av bland annat titaniumförande magnetit, apatit, serpentin och biotit. 
Brytning i gruvorna skedde mellan 1762 och 1865 av malm som upptäckts 1670. På 1940-talet gjordes en förnyad undersökning av fyndigheterna.
Stenpiren uppvisar en provkarta över de bergarter som finns på norra Alnö.